# 26356 Авентіні
26356 Авентіні (26356 Aventini) — астероїд головного поясу, відкритий 26 грудня 1998 року.
Тіссеранів параметр щодо Юпітера — 3,255.